# Gran Llibre de Lecan
El (Gran) Llibre de Lecan (gaèlic irlandés: Leabhar (Mór) Leacáin, RIA, MS 23 P 2) és un manuscrit medieval irlandés escrit entre el 1397 i el 1418 al Castell Forbes, Lecan (Lackan, Leckan; en irlandés Leacán), al territori de Tír Fhíacrach, a prop de l'actual Enniscrone, a Sligo. El conserva la Reial Acadèmia Irlandesa.
Leabhar Mór Leacáin està en irlandés mitjà i el va escriure Ádhamh Ó Cuirnín per a Giolla Íosa Mór Mac Fhirbhisigh. El material que conté és una transcripció del Llibre de Leinster (Leabhar na Laigineach), còpies posteriors del Llibre de les invasions (Lebor Gabála Érenn), els dinsenchas, els banshenchas i el Llibre dels drets.
Durant una època, va ser propietat de James Ussher. Després que el tragueren del Trinity College de Dublín unes tropes sota el comandament de John Fitzgerald el 1689 durant la Guerra Guillemita d'Irlanda, Jaume II d'Anglaterra el diposità en l'Irish College de París. El 1787, el Chevalier O'Reilly el retornà a Irlanda, on va estar en possessió de Charles Vallancey, que finalment el va lliurar a la Reial Acadèmia Irlandesa.
Originàriament constava de 30 folis; els primers nou se'n degueren perdre el 1724. Contenien una gran secció dedicada als llinatges i la història de les famílies nòrdiques i nordicogaèlics d'Irlanda, que no es conserven pas en cap altre lloc.
Les pàgines de l'obra estan cobertes d'una substància greixosa que les fa transparents i en redueix la llegibilitat.